# Styrofoam
Pour les articles homonymes, voir Styrofoam (homonymie) et Polystyrène (homonymie).

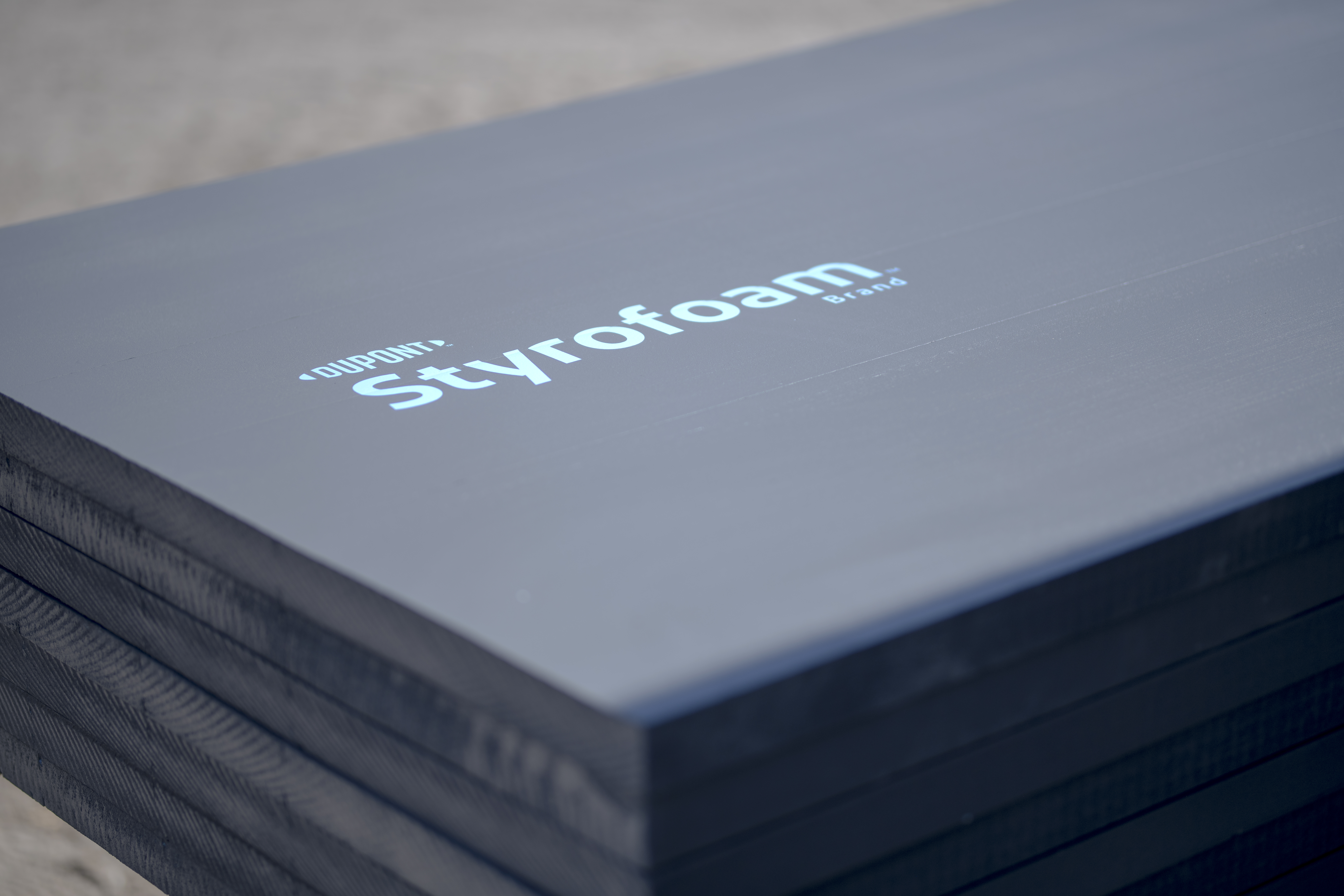
Styrofoam de polystyrène extrudé (XPS) fabriqué par DuPont.

Styrofoam est une marque déposée de panneaux de polystyrène extrudé (XPS), fabriqués par la société Dow Chemical, utilisés comme isolants thermiques. Ils sont généralement de couleur bleue ou rose.
C'est un exemple de marque générique : le terme est couramment (mais improprement) utilisé au Québec ainsi que dans les pays anglophones pour désigner n'importe quelle forme de polystyrène expansé (PSE) ou extrudé.